# Дистилърс
„Дистилърс“ (на английски: The Distillers) е американска пънк банда, сформирана в Лос Анджелис през 1998 г. и разпаднала се през 2006 г. поради разногласия между членовете на групата.
Тя е сред от малкото успешни групи с певица, които жънат изключителен успех и се радват на голяма популярност между street punk движенията, преди да се разпаднат.

## История
Тъй като съставът на групата е доста непостоянен, за основатели се смятат китаристката и певица Броуди Дейл (Brody Dalle) и вторият китарист Тони Брадли (Tony Bradley), които нито веднъж не напускат групата, а остават в нейния състав до пълния и разпад през 2006 г.
Музикантите, които за кратко са били част от The Distillers, са:
- Ryan Sinn (басист) – напуска през 2005 и сменя няколко групи, измежду които Angels & Airwaves, където свири с Tom DeLonge от Blink-182, Love Equals Death и The Innocent, като накрая се установява в Radio Friendly Shifter
- Andy Granelli (барабанист) – напуска през 2005, за да продължи с другата си банда Darker My Love
- Rose „Casper“ Mazzola (дъщеря на известния китарист Joey Mazzola; втора китара и беквокал) – напуска групата след записването на албума Sing Sing Death House през 2002-ра, за да продължи да свири с група Gold Cash Gold, която по-късно също се разпада
- Cody Lane (барабанист) – напуска още през 2000 по неизвестна причина
- Kim Chi (басистка) – напуска бандата, за да прави собствен проект.